# ルイ・ドゥ・ソワソン
ルイ・デサヴォワ・カリニャン・ドゥ・ソワソン（Louis E J G de Savoie-Carignan de Soissons、1890年 – 1962年）は、フランス系カナダ人の建築家。都市計画家。ウェリン・ガーデン・シティの設計者として知られる。
モントリオール生まれ。実家はフランスの伯爵の血筋を受ける家柄。子供のころに、家族でロンドンに移る。その後建築教育をパリで受け、1913年に王立英国建築家協会の第一回ヘンリージャーヴィス奨学金を獲得。ローマスカラーとして3年間、イタリアほかヨーロッパ視察の機会を得る。若いときから18世紀の影響を受けており、深いヒューマニズムを漂わせる新しい町の仕事はイタリアの建築、古典的な建築家としての名声を得ていた。
その後第一次世界大戦のため、イギリス軍に参加し、イタリア戦線に従軍する。このとき、イギリスとイタリア両国からその功績をたたえられる活躍をしたという。その後、グレーブス委員（コモンウェルス戦争墓地委員会）としてフィレンツェ戦争墓地・連邦戦争埋葬地の設計にも関与した。
ウェリンにはガーデンシティの発足するときで、その後マスタープラン作成の業務を委託され、1920年にウェリンのカンパニー設立と同時に担当建築家に任命され、基本案からその後40年間一貫して開発に関与していく。
その間にもカナダの会社の工場の実施設計にも取り組む。また同時期イングランド西端コーンウォールの歴代皇太子領地の管理建築家にコーンウォール公が1936年にエドワード8世になるまで務めている。
1923年、RIBA(w:Royal Institute of British Architects)のフェロー会員に推挙になるとともに、都市計画協会（後の王立都市計画協会（w:Royal Town Planning Institute: RTPI）会員にも名を連ねる。
また、卿ジャック・ホッブス (Jack Hobbs) のホッブス・ゲイツにつくられるオーバルのクリケットグラウンドやバッキンガム宮殿とトラファルガー広場を結ぶ広幅員街路にのぞむ先帝ジョージ六世記念像周辺の設計を手がけている。
第二次世界大戦後、事務所はプリマスやエクセターで様々な建築の仕事を遂行する。こうしてその後も実施建物設計のキャリアも多く積む。ウェルカム・トラストのウェルカム財団や戦時中爆撃後の1948年に再建されるLeathersellers社やリージェンツ・パーク、産婦人科医ロイヤルカレッジ、カールトンテラスの国際羊毛産業協会事務局（ロンドン）といった建物、カンバーランドやチェスターのクラウンエステートにあるメリルボーンクリケットクラブ（MCC）が所有しジョン・ナッシュが設計したテラスを復元するための協議会コミッショナーやイートンカレッジ、およびエクセターとケンブリッジ大学で学術機関のための委託業務といったことも行っていた。
ブライトンマリーナに大きな敬意を示し、事務所はベッドフォードシャー州ルートンに構え今もその地にある。同社は1960年代から商業的な仕事、モダニズムの建築を主としている。
1953年、1945年の英国国土復興都市計画に関する功績で英国の芸術院ともいうべきロイヤル・アカデミー・オブ・アーツの会員に推挙されている。1956年、CVO（ロイヤル・ヴィクトリア勲章）を受賞。 
没後の1970年、ウェリン創立50周年ではエリザベス皇太后により、シビックセンターをのぞむパークウェイの一部がルイ・ドゥ・ソワソン記念公園として開園した。